# Det Uafhængige Socialdemokratiske Parti i Tyskland
Det Uafhængige Socialdemokratiske Parti i Tyskland (tysk: Unabhängige Sozialdemokratische Partei Deutschlands, USPD) var et kortlevende politisk parti i Tyskland under det Tyske Kejserrige og den efterfølgende Weimarrepublik. Partiet blev etableret i 1917 som et resultat af en splittelse blandt medlemmer af SPD. Denne splittelsen i SPD omhandlede (i hvert fald indledningsvis) spørgsmålet om krigsmodstanden, som var et spørgsmål, der både splittede venstrefløjen, centrum og højrefløjen af partiet. Resultatet af denne splittelse skabte indledningsvis USPD, mens den tilbageværende del af SPD blev kendt som MSPD. 
SPD-partiet havde dog også været ideologiske splittelser, som ligeledes var en splittelse, der prægede det nyetablerede USPD. Partiet forsøgte her at finde en kurs mellem at reformere gennem valg på den ene side (en metode, som MSPD abonnerede på) og indføre reformer gennem en revolution (som bolsjevikkerne havde gjort i Rusland) på den anden. Denne centrisme ledte til, at dele af den yderste venstreføj i USPD (blandt andet Spartakusforbundet) splittede fra partiet og fusionerede med andre venstrefløjsgrupper for at danne Tysklands Kommunistiske Parti (KPD) mod slutningen af 1918. 
Et flertal af medlemmer af USPD stemte i 1920 for at tilslutte sig KPD. De resterende medlemmer af USPD forsøget derefter at følge en kurs mellem KPD og MSPD. I 1922  kom USPD og MSPD dog til den opfattelse, at det var vigtigere at redde Republikken end at kæmpe om deres allerede svindende politiske forskelle. De to partiers medlemmer af Rigsdagen dannede derfor en arbejdsgruppe, der i sidste ende ledte til, at de to partier blev genforenet den 24. september 1922. Den sidste del af organisationen blev opløst i 1931 gennem en fusion med Tysklands Socialistiske Arbejderparti (SAPD). 

## Historie

### Dannelse
Partiets historie begyndte d. 21. december 1915, da flere medlemmer af SPD's gruppe i Reichstag stemte imod optagelse af yderligere lån til at finansiere 1. verdenskrig, hvilket skabte spændinger mellem partiets ledelse og de venstreorienterede pacifister omkring Hugo Haase. Det ledte i sidste ende til at medlemmerne blev udstødt fra SPD's gruppe d. 24. marts 1916.
For at kunne fortsætte deres parlamentariske arbejde dannede de udstødte medlemmer gruppen Den Socialdemokratiske Arbejdsgruppe (Sozialdemokratische Arbeitsgemeinschaft, SAG). Bekymringer fra SPD-ledelsen og Friedrich Ebert om, at SAG havde til hensigt at splitte SPD, førte derefter til eksklusionen af SAG-medlemmerne fra SPD den 18. januar 1917. Den 6. april 1917 blev USPD grundlagt på en konference i Gotha, med Hugo Haase som partiets første formand. Spartakusforbundet meldte sig kollektivt ind i det nyoprettede parti, men beholdte en relativ stor grad af autonomi. For at undgå forvirring blev det eksisterende SPD typisk kaldt Det Større Socialdemokratiske Parti i Tyskland (Mehrheits-SPD eller MSPD, på dansk: flertals-SPD) fra da af. Luise Zietz var en af hovedagitatorerne for en splittelse i partiet i 1917. Hun blev en leder i skabelsen af USPD's kvindebevægelse.
Efter den såkaldte januarstrejke i januar 1918 – en strejke, der krævede en afslutning på krigen og bedre fødevareforsyning, organiseret af revolutionære tilknyttet USPD og officielt støttet af partiet – voksede USPD hurtigt til omkring 120.000 medlemmer. USPD indgik en aftale med SPD, da den Tyske Revolution begyndte, og blev endda en del af regeringen i form af Rat der Volksbeauftragten (Folkevalgtes Råd), som blev dannet den 10. november 1918 og gensidigt ledet af Ebert og Haase under den Tyske Revolution.
Men aftalen varede ikke længe, da Haase, Wilhelm Dittmann og Emil Barth forlod rådet den 29. december 1918 for at protestere mod SPD's brug af militær magt under sømandsoprøret i Berlin. Samtidig brød Spartakusforbundet – ledet af Rosa Luxemburg og Karl Liebknecht – med USPD for i stedet at fusionere med andre venstrefløjsgrupper og danne Tysklands Kommunistiske Parti (Kommunistische Partei Deutschlands, KPD).

### Valgresultater
Mens SPD ved valget til nationalforsamlingen i januar 1919 formåede at få 37,9 % af stemmerne, måtte USPD nøjes med 7,6 %. Partiet fortsatte dog sin medlemsvækst, og havde i foråret 1920 over 750.000 medlemmer. Ved valget til Reichstag juni 1920 fik USPD da også hele 17,9% af stemmerne, og blev dermed en af de største grupper i parlamentet. SPD fik 21,7 %. 

### Sammenslutning
En kontroversiel debat internt i partiet om hvorvidt det skulle melde sig ind i Komintern brød imidlertid ud på samme tidspunkt. Mens flere følte, at det at melde sig ind ville føre til at partiet mistede sin selvstændighed og skulle tage imod 'diktater fra Moskva', argumenterede særligt yngre medlemmer som Ernst Thälmann for et medlemskab, fordi det kun var gennem fællesskabet i Komintern at det ville være muligt at realisere partiets socialistiske idealer. På partiets kongres i Halle i oktober 1920 vedtog et flertal medlemskab af Komintern. Det splittede partiet i to lejre. 4. december 1920 blev partiets venstrefløj med omkring 400.000 medlemmer fusioneret med KPD, som blev til Vereinigte Kommunistische Partei Deutschlands, mens den anden del af partiet med omkring 340.000 medlemmer og 3/4 af de 81 Reichstag-medlemmer fortsatte under navnet USPD. Partiet blev nu ledet af Georg Ledebour og Arthur Crispien. Over tid forsvandt de politiske forskelle mellem USPD og SPD, og efter attentatet på udenrigsminister Walther Rathenau, som højreekstremister stod bag i juni 1922, dannede de to partiers grupper i Reichstag en fælles arbejdsgruppe 14. juli. 24. september blev partierne formelt lagt sammen igen, og efter en kongres i Nürnberg tog partiet navnet Vereinigte Sozialdemokratische Partei Deutschlands, hvilket igen blev forkortet til SPD i 1924.
En mindre gruppe bestående af bl.a. Theodor Liebknecht og Georg Ledebour fortsatte dog USPD frem til 1931, hvor partiet blev fusioneret med Sozialistische Arbeiterpartei Deutschlands.

## Fremtrædende medlemmer
- Emil Barth
- Eduard Bernstein
- Arthur Crispien
- Wilhelm Dittmann
- Hugo Eberlein
- Kurt Eisner
- Hugo Haase
- Karl Kautsky
- Karl Korsch
- Georg Ledebour
- Paul Levi
- Karl Liebknecht
- Theodor Liebknecht
- Rosa Luxemburg
- Toni Sender
- Ernst Thälmann
- Clara Zetkin

## Valgresultater
| Valg               | Leder           | Stemmer   | %     | Medlemmer | +/–       |
| ------------------ | --------------- | --------- | ----- | --------- | --------- |
| Rigsdagvalget 1919 | Hugo Haase      | 2.317.290 | 7,62  | 22 / 423  | Nyt parti |
| Rigsdagvalget 1920 | Arthur Crispien | 5.046.813 | 17,90 | 84 / 459  | 62        |